# Le Mystérieux Monsieur Sylvain
Pour plus de détails, voir Fiche technique et Distribution.
Le Mystérieux Monsieur Sylvain est un film français réalisé par Jean Stelli en 1946, et sorti en salles en France le 16 avril 1947.

## Synopsis
Dans une base aéronavale, un ingénieur est assassiné alors qu'il allait révéler le nom d'un redoutable espion. Le service de renseignement français y délègue son meilleur représentant, Monsieur Sylvain, mais trois enquêteurs se rendent sur les lieux, chacun prétendant être l'inspecteur attendu. L'un d'eux est en effet le perspicace et séduisant Monsieur Sylvain. Mais il garde l'anonymat, tout comme la ravissante jeune femme que rencontre l'un des policiers et qui pourrait être l'espion assassin.

## Fiche technique
- Premier titre : Danger de mort[1]
- Réalisateur : Jean Stelli
- Assistant réalisateur : Émile Roussel
- Scénariste : Solange Térac et Marc-Gilbert Sauvajon
- Décors : Émile Alex
- Photographie : René Gaveau
- Montage : Claude Nicole
- Son : Antoine Petitjean
- Musique du film : René Sylviano
- Société de production : Paris Production de Films
- Format : Noir et blanc - 1,37:1 - 35 mm - Son mono
- Pays d'origine :  France
- Genre : Espionnage[2]
- Durée : 95 minutes[2]
- Date de sortie :	
  - France : 16 avril 1947
- Visa d'exploitation : 4123 (délivré le : 23/10/1946)

## Distribution
- Franck Villard : Ancelin
- Simone Renant : Françoise Dastier
- Jean Chevrier : Chantenay
- Jean Marchat : Morgat
- Marcelle Praince : Lydia Pellegrini (la marquise)
- André Bervil : Viviano (le tueur)
- Paul Amiot : le colonel
- Claude Nollier : Madeleine Noisiel
- Marcel Raine : le commandant Dartois
- Roger Bontemps : le lieutenant de vaisseau Lombard
- Jacques Mattler
- Max Doria